# Amnéville
Amnéville este o comună franceză situată în departamentul Moselle, în regiunea Grand Est. Ea este situată în regiunea istorică și culturală Lorena.
Comuna este numită și Amnéville-les-Thermes pe panourile rutiere și publicitare, de când s-a dezvoltat centrul termal și turistic din pădurea Coulange. Fosta comună Malancourt-la-Montagne, aflată la zece kilometri vest, a fost atașată la Amnéville în anul 1973.

## Geografie
Amnéville se află în estul Franței, în valea râului Moselle, între orașele Metz și Thionville, pe axa Nancy – Metz – Luxemburg.

### Comune limitrofe
| Vitry-sur-Orne | Gandrange        | Richemont  |
| Rombas         |                  | Mondelange |
|                | Marange-Silvange | Hagondange |

### Geologie
Straturile din scara stratigrafică care apar la suprafață în Amnéville și Malancourt-la-Montagne sunt menționate în ordinea formării lor, de la cele mai vechi la cele mai recente:
- Era secundară: Pliensbachian; Toarcian; Aalenian; Bajocian, cu o vechime de aproximativ −190 până la −165 milioane de ani (Ma);
- Sistemul cuaternar: loessuri (limon eolian); aluviuni vechi și aluviuni moderne.

### Faună remarcabilă
La Malancourt, în fosta carieră: bufniță mare, broască pistruiată.

### Floră
Amnéville: pădure de stejar cu carpen, fag și sorb domestic.
Malancourt-la-Montagne: pădure de fag, corn, numeroase specii de orhidee.

## Hidrografie

### Rețeaua hidrografică
Comuna este situată în bazinul hidrografic al Rinului, în cadrul bazinului Rin-Meuse. Este drenată de râul Orne și de pârâul Fond Robinet.
Râul Orne, cu o lungime totală de 85,7 km, își are izvorul în comuna Ornes și se varsă în Moselle la Richemont, după ce traversează 37 de comune.

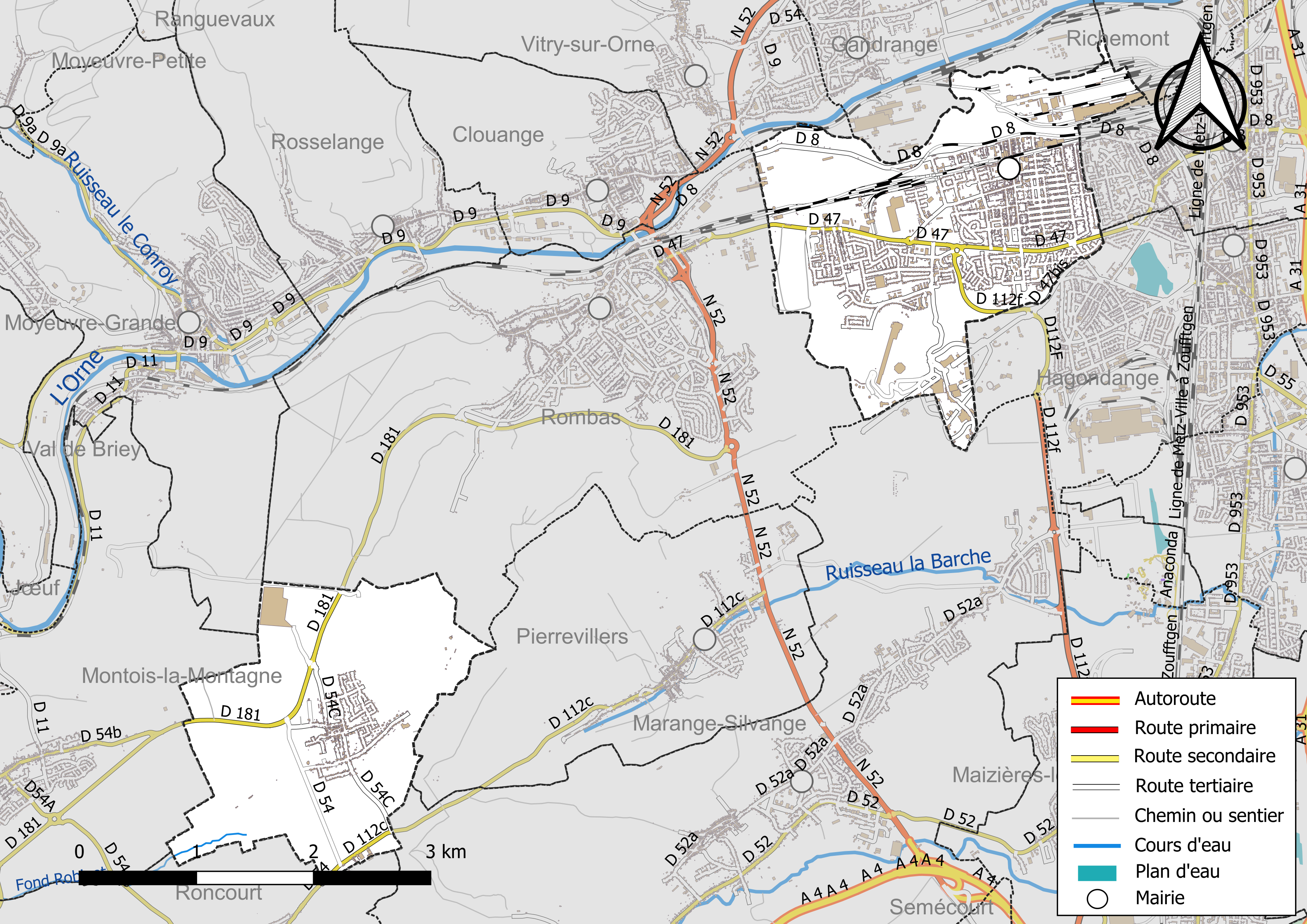
Rețelele hidrografică și rutieră din Amnéville.

### Climă
În 2010, clima comunei era de tip montan, conform unui studiu al CNRS, bazat pe o serie de date aferente perioadei 1971-2000. În 2020, Météo-France a publicat o tipologie a climatului din Franța metropolitană, în care comuna este clasificată cu un climat semi-continental și se află în regiunea climatică Lorena, platoul Langres, Morvan, caracterizată printr-o iarnă aspră (1,5 °C), vânturi moderate și ceață frecventă în toamnă și iarnă.
Pentru perioada 1971-2000, temperatura medie anuală este de 9,5 °C, cu o amplitudine termică anuală de 16,8 °C. Cantitatea medie anuală de precipitații este de 748 mm, cu 12,2 zile de precipitații în ianuarie și 9,1 zile în iulie. Pentru perioada 1991-2020, temperatura medie anuală observată la stația meteorologică situată în comună este de 10,2 °C, iar cantitatea medie anuală de precipitații este de 884,1 mm.
Pentru viitor, parametrii climatici estimati pentru comună, pentru anul 2050, conform diferitelor scenarii de emisii de gaze cu efect de seră, pot fi consultati pe un site dedicat publicat de Météo-France în noiembrie 2022.

## Urbanism

### Tipologie
La 1 ianuarie 2024, Amnéville este clasificată drept centru urban intermediar, conform noii grile comunale de densitate în șapte niveluri, definită de INSEE (Institutul Național de Statistică și Studii Economice) în 2022. Ea aparține unității urbane Metz, o aglomerație intra-departamentală care reunește 42 de comune, dintre care face parte ca localitate de periferie. De asemenea, comuna face parte din aria metropolitană Amnéville - Rombas, al cărei comună-centru este. Această arie, care cuprinde 2 comune, este clasificată printre ariile cu mai puțin de 50.000 de locuitori.

### Utilizarea terenului
Ocuparea terenurilor din comună, așa cum reiese din baza de date europeană privind ocuparea biofizică a solurilor Corine Land Cover (CLC), este marcată de importanța teritoriilor artificializate (60,3 % în 2018), în creștere față de 1990 (52,2 %). Repartiția detaliată în 2018 este următoarea: terenuri arabile (27 %), zone industriale sau comerciale și rețele de comunicație (25,5 %), zone urbanizate (23,5 %), păduri (10,2 %), spații verzi artificializate, neagricole (8,6 %), mine, depozite de deșeuri și șantiere (2,7 %), medii cu vegetație arborescentă și/sau ierboasă (2,5 %). Evoluția ocupării terenurilor în comună și a infrastructurilor sale poate fi observată pe diferitele reprezentări cartografice ale teritoriului: harta Cassini (secolul XVIII), harta de stat-major (1820-1866) și hărțile sau fotografiile aeriene ale IGN pentru perioada actuală (1950 până în prezent).

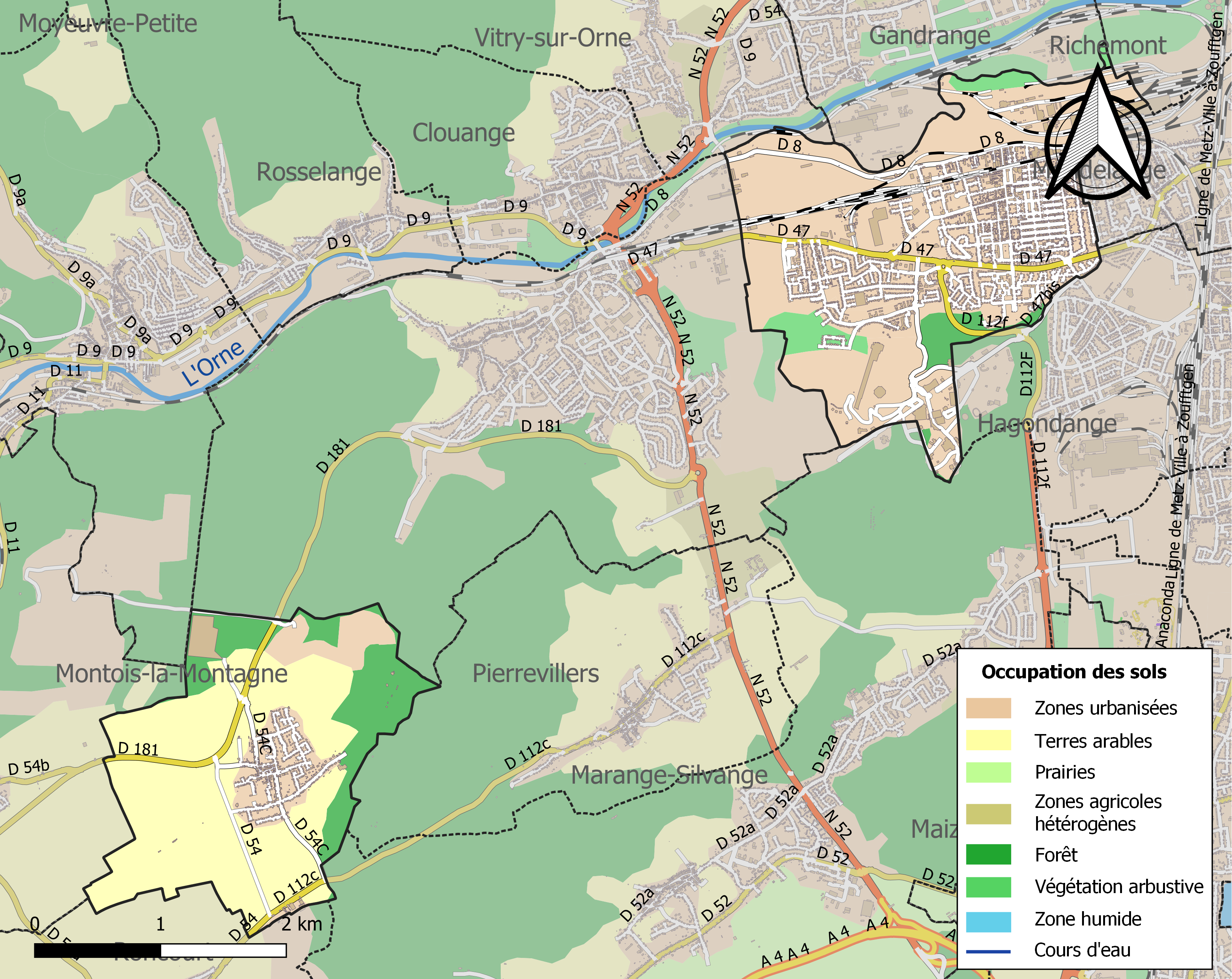
Harta infrastructurii și utilizării terenului a comunei în 2018 (CLC).

## Toponimie
Satul este atestat sub forma latinizată Amerelli villa în anul 1075, apoi: Amerevilla (1236), Amelerville (1264), Amenievilla (1341), Amennevilla (1361), Amnevilla (1544), Amneviller (1680), Hameviller (1750), Amenéville sau Méneville (1779), Stahlheim (1902–1918 și 1940–1944). Albert Dauzat și Charles Rostaing văd în primul element Amné- o contracție a antroponimului germanic Amino, asociat sufixului -i-acum, căruia i s-ar fi adăugat ulterior apelativul -ville („domeniu rural, sat”). Ernest Nègre înclină mai simplu spre numele de persoană germanic Amerilla, urmat direct de apelativul -ville.
În lorenă romanică: Aumnevelle, iar în francica lorenă: Stolem și Stoolheem.

## Istorie

### Antichitate
O prezență celtică pe teritoriul comunei Amnéville este atestată încă din secolul al VI-lea î.Hr. Săpăturile arheologice au demonstrat existența unui sat meșteșugăresc și a unei necropole (expuse la muzeul de la situl arheologic din Mondelange). Perioada galo-romană a lăsat urmele unei villae situate în apropierea unui vad pe râul Orne, nu departe de drumul roman. A existat o activitate meșteșugărească care funcționa cu ajutorul forței apei râului Orne. În ciuda poftelor de cucerire și a distrugerilor, locul în care se afla villa romană și cătunul numit Moulin Neuf a fost locuit neîntrerupt de-a lungul epocilor.

### Evul Mediu
Amnéville a făcut parte din ducatul de Bar până în anul 1480, apoi din ducatul de Lorena. Până la Războiul de Treizeci de Ani, Amnéville se afla de partea germanică a fostei frontiere lingvistice.
Amnéville, ținut agricol, cuprinde o fermă veche provenită dintr-o villa romană numită Amerelli villa, menționată mai sus. Această fermă va deveni, în secolul al XVII-lea, proprietatea Maeștrilor Făurari Pierron de Bettainvillers. O capelă Sfântul Remi și un castel ar fi fost construite acolo, în apropierea locului numit Moulin Neuf, cu morile și forjele sale.

### Revoluția franceză
Constituția civilă a clerului este adoptată în timpul Revoluției franceze de către Adunarea Națională Constituantă. Scopul său este de a reorganiza clerul francez, care trebuie să depindă de acum înainte de stat și nu de Sfântul Scaun. La sfârșitul aceluiași an, legea impune funcționarilor publici ecleziastici jurământul de fidelitate față de constituție. 8 februarie 1791.

### Anexarea din 1871
În timpul primei anexări germane, în anul 1894, comuna Amnéville este creată prin separare din comuna Gandrange. Complexul uzinei din Rombas este construit în acea perioadă. Se decide ca muncitorii să fie cazați în apropierea complexului industrial, la Amnéville. Noua comună primește numele de Stahlheim, care înseamnă literalmente „orașul oțelului”. Cartierul muncitoresc este conceput după principiile orașelor-grădină. Venirea muncitorilor și dezvoltarea urbană au contribuit la avântul orașului. Stahlheim-Amnéville, redenumită Amnéville-Stahlheim, revine Franței în anul 1919.

#### Nașterea orașului Stahlheim
Implantarea a două uzine germane în orașele învecinate a impus construirea de locuințe, ceea ce a dus la un aflux masiv de forță de muncă venită din diverse regiuni. În acest context apare numele Stahlheim, folosit pentru a desemna „orașul oțelului”. Acest nume era deja în circulație de câțiva ani când autoritatea germană regională, contele Zeppelin, a numit, la 21 mai 1902, o comisie de fondare însărcinată cu exercitarea drepturilor și îndatoririlor până la viitoarele alegeri municipale. Teritoriul municipal „extra Orne” al comunei Gandrange a fost atunci separat de comuna de origine pentru a deveni Stahlheim.
Sosirile masive ale imigranților germani, alsacieni și loreni din Bitcherland au transformat profund orașul din punct de vedere cultural și lingvistic. Într-atât, încât acest teritoriu, situat la granița lingvistică ce separa Lorena francică de fostul ducat de Bar, francofon, s-a transformat într-o veritabilă insulă germanofonă.
Desigur, și celelalte localități din valea Orne au cunoscut sosiri masive de muncitori cosmopoliți, însă aceștia s-au amestecat într-o mai mare măsură cu populațiile sedentare. Evoluțiile culturale s-au produs acolo, firește, într-un spirit de împărtășire și schimburi, spre deosebire de Stahlheim, unde o cultură germanică s-a înrădăcinat profund.
Arhivele municipale demonstrează existența unor legături strânse cu uzina din Rombas, aflată sub conducere germană. În ceea ce privește arhivele asociative, acestea evocă o germanizare naționalistă accentuată. Clubul de gimnastică locală, de exemplu, a fost denumită Turnverein Vater Jahn, după numele inventatorului aparatelor de gimnastică germane și totodată părintele fondator al naționalismului german din secolul al XIX-lea. În mod general, toate cluburile sportive, corurile și grupurile muzicale au fost germanizate, până și clubul de fotbal, care în această perioadă s-a numit „Borussia”.
În paralel cu metamorfoza urbanistică a orașului Metz, Stahlheim este dotat cu o primărie, o școală și o sală de festivități de dimensiuni impresionante. Contrastul, evident, urmărește să demonstreze puterea prusacă, alunecând rapid spre propagandă politică.
Stahlheim nu este cruțat de ororile Marelui Război și pierde 134 dintre fiii săi de partea germană și doi de partea franceză.

#### Revenirea la Franța
Încheierea primului război mondial, consfințită la 11 noiembrie 1918, provoacă plecarea a 80 % dintre germani, care se întorc în țara lor, lăsând în urmă locuitorii germanofoni ai Lorenei și alsacienii, proveniți în mare parte din clasa muncitoare.
La 21 noiembrie 1918, comisarul Republicii, declarând dizolvate toate consiliile municipale din Lorena, a menținut în funcție, la Stahlheim, trei membri de origine franceză – Charles Videmont, Simon Oudin și François Nunge – pentru a desemna adunarea provizorie până la noile alegeri.
Stahlheim își trăise existența, iar prima problemă a fost găsirea unui nou nume pentru acest oraș muncitoresc atipic. O primă propunere a fost de a onora un erou al Marelui Război prin denumirea „Pétainville”, însă în cele din urmă s-a optat pentru Amnéville, făcând referire la vechea vilă romană situată în fața vadului râului Orne.
Constituirea electoratului, provenit în principal din lumea muncitorească lipsită de opoziție politică, favoriza comunismul și ideile revoluționare venite din Rusia.
Dată ca exemplu la nivel național de către Maurice Thorez, Amnéville a continuat să se izoleze și să se închidă în ea însăși, într-atât încât, în Valea Orne, se spunea: „Cei din Stahlheim sunt speciali.” Ceea ce, desigur, accentua și mai mult această diferență. Marile greve din 1936 au amplificat acest sentiment, transformând muncitorii concediați în adevărați eroi... Toate acestea înainte de haosul și șocul din 1939, când locuitorii din Amnéville, impregnați de cultură germană și de comunism, au descoperit crunta realitate a nazismului.

### Al Doilea Război Mondial
La începutul celui de-al Doilea Război Mondial este creat un Centru de adunare a străinilor. Ca și celelalte comune din Mosela, Amnéville este apoi anexată celui de-al Treilea Reich în iulie 1940. Comuna din arondismentul Metz-Campagne redevine Stahlheim, comună a teritoriului CdZ-Gebiet Lothringen.
Începând din august 1942, tinerii recruți din Mosela sunt încorporați cu forța în armata germană și trimiși pe frontul de est. Mulți dintre ei nu se vor mai întoarce niciodată.
În 1944, bombardamentele americane se succed, făcând ca viața civililor să devină și mai dificilă. În cele din urmă, orașul este eliberat la 21 noiembrie 1944.

#### A doua revenire la Franța
Comuna a fost profund divizată, cu, pe de o parte, bărbați și femei internați și încarcerați, iar pe de altă parte, colaboratori în ciuda voinței lor. Această perioadă de suferință i-a izolat și mai mult pe locuitorii din Amnéville față de celelalte localități. Orașul muncitoresc a pierdut peste 220 de locuitori căzuți pe front.

### Schimbarea odată cu venirea doctorului Kiffer
Jean Kiffer a fost primar al orașului Amnéville din 1965 până în 2011. Personalitate puternică, dar controversată, el a fost inițiatorul transformării orașului siderurgic într-o stațiune termală dedicată recreerii și petrecerii timpului liber.

## Populația și societatea

### Date demografice
Evoluția numărului de locuitori este cunoscută prin recensămintele populației efectuate în comună începând din 1895. Pentru comunele cu mai puțin de 10 000 de locuitori, un recensământ al întregii populații este realizat la fiecare cinci ani, populațiile legale pentru anii intermediari fiind estimate prin interpolare sau extrapolare.
În 2022, comuna număra 10 853 locuitori, în creștere cu +3,93 % față de 2016 (Moselle: +0,52 %, Franța fără Mayotte: +2,11 %).
| An        | 1895 | 1900  | 1921  | 1936  | 1962  | 1982  | 2006   | 2014   | 2022   |
| --------- | ---- | ----- | ----- | ----- | ----- | ----- | ------ | ------ | ------ |
| Populație | 93   | 2 066 | 5 006 | 5 642 | 8 149 | 8 951 | 10 172 | 10 563 | 10 853 |

## Cultură locală și patrimoniu

### Locuri și monumente
- Traseul drumului roman
- Urme ale unui fost pod roman
- Fost castel din secolul al XIV-lea și fostă biserică (biserica transformată în locuință, iar castelul distrus în 1976), odată cu modificarea unui tronson rutier din valea Orne și demolarea completă a Vechei Amnéville (Vieil-Amnéville)[31].

### Lăcașuri de cult
- Biserica catolică Saint-Joseph din Amnéville, construită în 1929 (cu un drum al crucii și o frescă realizată de Nicolas Untersteller); o primă capelă fusese ridicată în 1905.
- Fosta biserică din Orașul vechi (Vieil-Amnéville), transformată în locuință, a fost demolată în 1976.
- Templu protestant luteran, situat pe strada Pasteur, construit între 1950 și 1953.
- Biserică neo-apostolică, strada Victor-Hugo.
- Biserică apostolică, strada Erckmann-Chatrian.
- Biserică evanghelică, strada de la Ferme.

## Personalități
- Patrick Battiston, născut în 1957 la Amnéville, fotbalist francez.